# Jerzy Wawrzyniec Zemiłła
Jerzy Wawrzyniec Zemiłła herbu Topór (zm. 9 kwietnia 1701 roku) – koniuszy wileński do 1700 roku, podkomorzy oszmiański w 1689 roku, pisarz skarbowy litewski w 1676 roku, podstoli oszmiański w 1674 roku.
W 1674 roku był elektorem Jana III Sobieskiego z powiatu oszmiańskiego.